# Jim Camazzola
James Camazzola, meglio conosciuto come Jim (Vancouver, 5 gennaio 1964), è un allenatore di hockey su ghiaccio ed ex hockeista su ghiaccio canadese naturalizzato italiano, di ruolo difensore.